# Axonotmese
Axonotmese é um tipo de lesão dos nervos.
Ocorre quando há rompimento dos axônios, mas a bainha epineural se mantém intacta. Como resultado, os estímulos elétricos deixam de ser transmitidos, causando paralisia sensorial e motora.